# Pelena-1

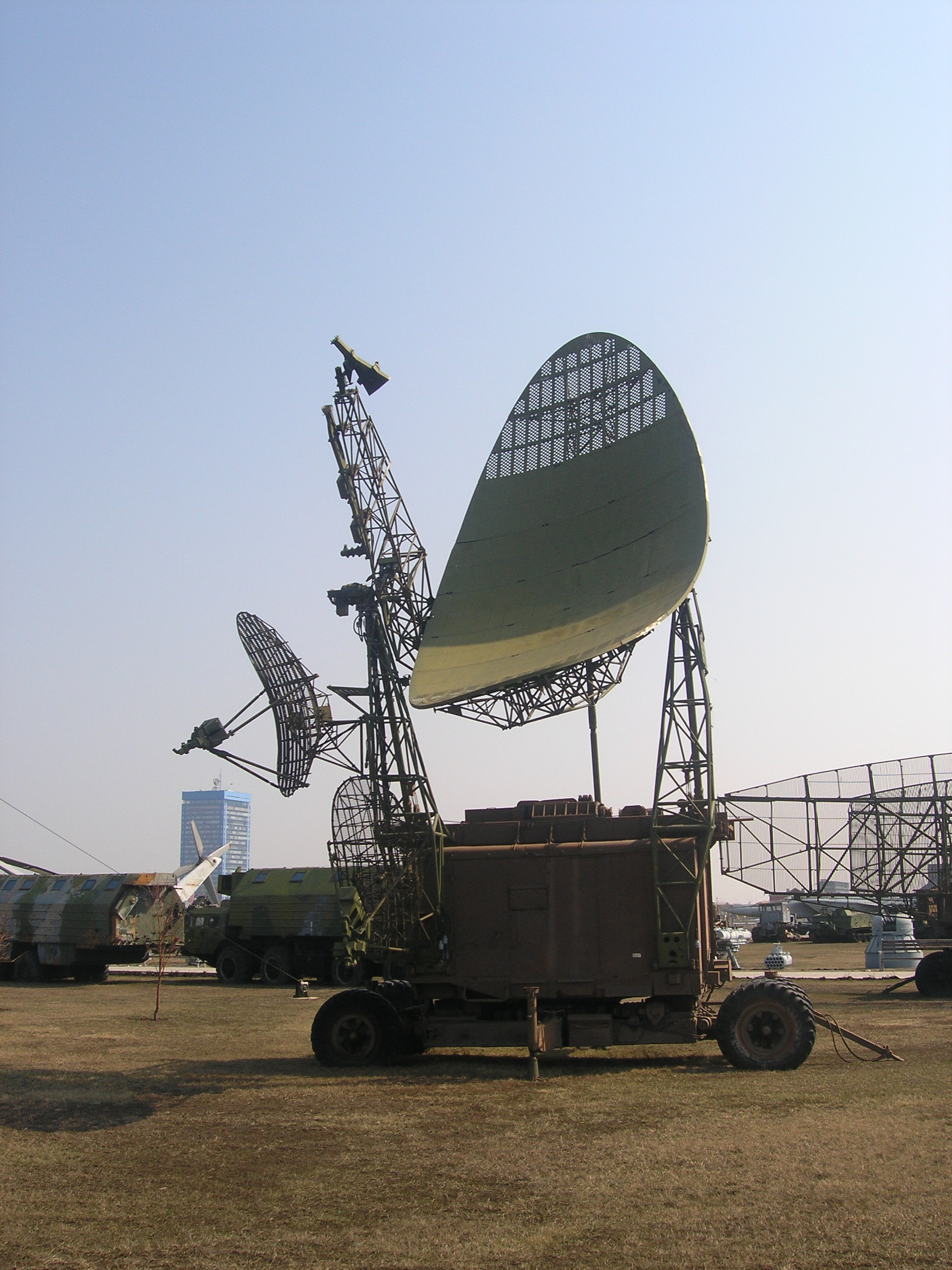
Sistema Pelena-1 esposto al museo della tecnica di Togliatti in Russia.

Il Pelena-1 ("sudario" in russo) è un sistema di disturbo radar (jamming) ad alta potenza per uso basato a terra. Il sistema è costruito dall'istituto Gradient FSUE di Rostov sul Don. Le attività produttive dell'istituto sono in via di acquisizione nella divisione guerra elettronica della OPK Oboronprom United Industrial Corporation (in russo Оборонпром), industria strategica russa a partecipazione statale.
Progettato per contrastare il radar AN/APY-2, sensore principale del sistema di sorveglianza aerotrasportato AWACS Boeing E-3 Sentry in uso presso la NATO e altri paesi, il Pelena-1 è in grado di inserire un segnale di disturbo sulle frequenze portanti del radar vittima, inseguendo automaticamente le variazioni di frequenza del trasmettitore che tenta di eluderli con la tecnica detta di salto di frequenza o frequency hopping.
Il sistema Pelena-1 è compreso nella lista di sistemi d'arma esportabili dalla Russia.

## Caratteristiche
- Settore angolare di disturbo: 90°
- Probabilità di soppressione radar (radar suppression): almeno 0,8
- Probabilità di sopravvivenza contro un missile antiradar: fino a 0,2
- Caratteristiche di scansione per ricerca della sorgente da disturbare:
  - azimuth: tutti i 360°
  - elevazione: da -1° a +25°
  - Settore angolare di scansione automatica: 30°, 60°, 120°
- Potenza elettrica: 80 kW
- Personale impiegato: 7 addetti